# 于梦欣
于梦欣，中华人民共和国政治人物、外交官。
1982年，接替许文益，担任中华人民共和国驻黎巴嫩大使。1985年，由吴顺豫接任。